# Willie Gardiner
William Gardiner, plus connu sous le nom de Willie Gardiner (né le 15 août 1929 à Larbert en Écosse, et mort le 5 janvier 2007 à Stirling) est un joueur de football écossais qui évoluait au poste d'attaquant.

## Palmarès
Leicester City
- Championnat d'Angleterre D2 (1) :
  - Champion : 1956-57.
  - Meilleur buteur : 1955-56 (34 buts).